# NGC 7389
NGC 7389 (również PGC 69836) – galaktyka spiralna (S?), znajdująca się w gwiazdozbiorze Pegaza. Odkrył ją 27 listopada 1850 roku Bindon Stoney – asystent Williama Parsonsa.